# Persone di nome Kevin
| Questa pagina contiene informazioni ricavate automaticamente dalle voci biografiche con l'ausilio del template Bio e di un bot. L'aggiornamento è periodico e automatico e ricostruisce completamente la pagina. Se manca una persona in questa lista, sei pregato di non aggiungerla, ma accertati piuttosto che la sua voce biografica contenga il template Bio e che i dati anagrafici siano correttamente compilati. Se il template Bio manca, inseriscilo tu stesso o, in alternativa, metti l'avviso {{tmp\|Bio}} che ne segnala la mancanza. Se i dati riportati sono sbagliati, correggi direttamente la voce biografica; le modifiche saranno visibili in questa lista entro pochi giorni. Per chiarimenti vedi il progetto antroponimi. La lista contiene solo le 706 persone che sono citate nell'enciclopedia e per le quali è stato implementato correttamente il template Bio. Pagina aggiornata al 16 ott 2024. |

Questa è una lista di persone presenti nell'enciclopedia che hanno il prenome Kevin, suddivise per attività principale.

## Allenatori di calcio(25)
- Kevin Betsy, allenatore di calcio e ex calciatore inglese (Woking, n. 1978)
- Kevin Blackwell, allenatore di calcio e ex calciatore inglese (Luton, n. 1958)
- Kevin Brock, allenatore di calcio e ex calciatore inglese (Bicester, n. 1962)
- Kevin Crow, allenatore di calcio e ex calciatore statunitense (St. Louis, n. 1961)
- Kevin Drinkell, allenatore di calcio e ex calciatore inglese (Grimsby, n. 1960)
- Kevin Foley, allenatore di calcio e ex calciatore inglese (Luton, n. 1984)
- Kevin Grant, allenatore di calcio e ex calciatore inglese (Londra, n. 1952)
- Kevin Hitchcock, allenatore di calcio e ex calciatore inglese (Canning Town, n. 1962)
- Kevin Hofland, allenatore di calcio e ex calciatore olandese (Heerlen, n. 1979)
- Kevin Horlock, allenatore di calcio e ex calciatore nordirlandese (Erith, n. 1972)
- Kevin Keen, allenatore di calcio e ex calciatore inglese (Amersham, n. 1967)
- Kevin MacDonald, allenatore di calcio e ex calciatore scozzese (Inverness, n. 1960)
- Kevin McBride, allenatore di calcio e calciatore scozzese (Bellshill, n. 1981)
- Ted McMinn, allenatore di calcio e ex calciatore scozzese (Castle Douglas, n. 1962)
- Kevin Muscat, allenatore di calcio e ex calciatore australiano (Crawley, n. 1973)
- Kevin Nicol, allenatore di calcio e ex calciatore scozzese (Kirkcaldy, n. 1982)
- Kevin Nolan, allenatore di calcio e ex calciatore inglese (Liverpool, n. 1982)
- Kevin O'Connor, allenatore di calcio e ex calciatore irlandese (Blackburn, n. 1982)
- Kevin Phillips, allenatore di calcio e ex calciatore inglese (Hitchin, n. 1973)
- Kevin Poole, allenatore di calcio e ex calciatore inglese (Bromsgrove, n. 1963)
- Kevin Ratcliffe, allenatore di calcio, ex calciatore e critico televisivo gallese (Mancot, n. 1960)
- Kevin Sheedy, allenatore di calcio e ex calciatore gallese (Builth Wells, n. 1959)
- Kevin Watson, allenatore di calcio e ex calciatore inglese (Hackney, n. 1974)
- Kevin Wilson, allenatore di calcio e ex calciatore nordirlandese (Banbury, n. 1961)
- Kevin Wolze, allenatore di calcio e ex calciatore tedesco (Wolfsburg, n. 1990)

## Allenatori di football americano(3)
- Kevin Herron, allenatore di football americano statunitense
- Kevin O'Connell, allenatore di football americano e ex giocatore di football americano statunitense (Knoxville, n. 1985)
- Kevin Stefanski, allenatore di football americano statunitense (Filadelfia, n. 1982)

## Allenatori di hockey su ghiaccio(1)
- Kevin Constantine, allenatore di hockey su ghiaccio statunitense (International Falls, n. 1958)

## Allenatori di pallacanestro(6)
- Kevin Braswell, allenatore di pallacanestro e ex cestista statunitense (Baltimora, n. 1979)
- Kevin Kruger, allenatore di pallacanestro e ex cestista statunitense (McAllen, n. 1983)
- Kevin Ollie, allenatore di pallacanestro e ex cestista statunitense (Dallas, n. 1972)
- Kevin O'Neill, allenatore di pallacanestro e dirigente sportivo statunitense (Chateaugay, n. 1957)
- Kevin Sheppard, allenatore di pallacanestro, ex cestista e ex calciatore americo-verginiano (Saint Croix, n. 1979)
- Kevin Young, allenatore di pallacanestro statunitense (Salt Lake City, n. 1981)

## Allenatori di sci alpino(1)
- Kevin Francis, allenatore di sci alpino e ex sciatore alpino statunitense (Bend, n. 1982)

## Arbitri di calcio(2)
- Kevin Clancy, arbitro di calcio scozzese (n. 1983)
- Kevin Ortega, arbitro di calcio peruviano (Callao, n. 1992)

## Architetti(1)
- Kevin Roche, architetto irlandese (Dublino, n. 1922 - Guilford, † 2019)

## Arcivescovi cattolici(2)
- Kevin William Barden, arcivescovo cattolico e missionario irlandese (Dublino, n. 1908 - Dublino, † 2004)
- Kevin McNamara, arcivescovo cattolico irlandese (Newmarket-on-Fergus, n. 1926 - † 1987)

## Arrampicatori(1)
- Kevin Jorgeson, arrampicatore statunitense (Santa Rosa, n. 1984)

## Artisti marziali misti(6)
- Kevin Belingon, artista marziale misto filippino (Kiangan, n. 1987)
- Kevin Jackson, artista marziale misto e lottatore statunitense (Lansing, n. 1964)
- Kevin Jillion, artista marziale misto britannico
- Kevin Lee, artista marziale misto statunitense (Grand Rapids, n. 1992)
- Kevin Randleman, artista marziale misto statunitense (Sandusky, n. 1971 - San Diego, † 2016)
- Cub Swanson, artista marziale misto statunitense (Palm Springs, n. 1983)

## Astisti(1)
- Kevin Rans, astista belga (Ekerenn, n. 1982)

## Astronauti(3)
- Kevin Chilton, ex astronauta e generale statunitense (Los Angeles, n. 1954)
- Kevin Ford, ex astronauta statunitense (Portland, n. 1960)
- Kevin Kregel, ex astronauta statunitense (Amityville, n. 1956)

## Autori di giochi(1)
- Kevin Siembieda, autore di giochi, editore e illustratore statunitense (Detroit, n. 1956)

## Bassisti(1)
- Kevin Rutmanis, bassista statunitense (New York, n. 1958)

## Batteristi(3)
- Kevin Figueiredo, batterista statunitense (Hudson, n. 1977)
- KJ Sawka, batterista, polistrumentista e produttore discografico statunitense (Seattle, n. 1977)
- Kevin Valentine, batterista statunitense (Cleveland, n. 1956)

## Beatmaker(1)
- Battlecat, beatmaker statunitense (n. 1968)

## Bobbisti(2)
- Kevin Korona, bobbista e ex lunghista tedesco (Norimberga, n. 1988)
- Kevin Kuske, bobbista e ex velocista tedesco (Potsdam, n. 1979)

## Canottieri(1)
- Kevin Light, canottiere canadese (Vancouver, n. 1979)

## Cantanti(13)
- Kevin Carlson, cantante, polistrumentista e compositore statunitense (Plainfield, n. 1957 - Fremont, † 2010)
- Kevin Coyne, cantante, compositore e scrittore inglese (Derby, n. 1944 - Norimberga, † 2004)
- Kevin Drew, cantante e musicista canadese (Toronto, n. 1976)
- Kevin DuBrow, cantante statunitense (Hollywood, n. 1955 - Las Vegas, † 2007)
- Bob Evans, cantante australiano (Perth, n. 1977)
- Kevin Godley, cantante e musicista britannico (Prestwich, n. 1945)
- Ké, cantante e modello statunitense (New York, n. 1971)
- Keen'V, cantante francese (Rouen, n. 1983)
- James LaBrie, cantante canadese (Penetanguishene, n. 1963)
- Kevin Max, cantante, chitarrista e poeta statunitense (Grand Rapids, n. 1967)
- Kevin McCall, cantante e produttore discografico statunitense (Watts, n. 1985)
- Kevin Rowland, cantante e musicista britannico (Wednesfield, n. 1953)
- Kevin o Chris, cantante brasiliano (Duque de Caxias, n. 1996)

## Cantautori(9)
- GG Allin, cantautore statunitense (Lancaster, n. 1956 - New York, † 1993)
- Kevin Ayers, cantautore, chitarrista e bassista inglese (Herne Bay, n. 1944 - Montolieu, † 2013)
- Luka Bloom, cantautore irlandese (Newbridge, n. 1955)
- Kevin Gilbert, cantautore e musicista statunitense (Sacramento, n. 1966 - Los Angeles, † 1996)
- TobyMac, cantautore, rapper e produttore discografico statunitense (Fairfax, n. 1964)
- Yohio, cantautore svedese (Sundsvall, n. 1995)
- Kevin Richardson, cantautore, musicista e attore statunitense (Lexington, n. 1971)
- Kevin Rudolf, cantautore e produttore discografico statunitense (New York, n. 1983)
- Kevinho, cantautore e musicista brasiliano (Campinas, n. 1998)

## Cardinali(1)
- Kevin Joseph Farrell, cardinale e vescovo cattolico irlandese (Dublino, n. 1947)

## Cavalieri(1)
- Kevin Staut, cavaliere francese (Le Chesnay, n. 1980)

## Chitarristi(1)
- Kevin Eubanks, chitarrista statunitense (Filadelfia, n. 1957)

## Ciclisti su strada(10)
- Kevin Colleoni, ciclista su strada italiano (Ponte San Pietro, n. 1999)
- Kevin Geniets, ciclista su strada lussemburghese (Esch-sur-Alzette, n. 1997)
- Kevin Hulsmans, ex ciclista su strada belga (Lommel, n. 1978)
- Kevin Inkelaar, ciclista su strada olandese (n. 1997)
- Kevin Livingston, ex ciclista su strada statunitense (Saint Louis, n. 1973)
- Kevin Rivera, ciclista su strada costaricano (Cartago, n. 1998)
- Kevin Seeldraeyers, ex ciclista su strada belga (Boom, n. 1986)
- Clyde Sefton, ex ciclista su strada australiano (n. 1951)
- Kevin Van Impe, ex ciclista su strada belga (Alost, n. 1981)
- Kevin Vermaerke, ciclista su strada e mountain biker statunitense (Rancho Santa Margarita, n. 2000)

## Ciclocrossisti(2)
- Kevin Kuhn, ciclocrossista, ciclista su strada e mountain biker svizzero (Chêne-Bougeries, n. 1998)
- Kevin Pauwels, ex ciclocrossista, ciclista su strada e mountain biker belga (Ekeren, n. 1984)

## Comici(1)
- Kevin McAleer, comico e attore irlandese (Omagh, n. 1956)

## Compositori(4)
- Kevin Braheny, compositore e polistrumentista statunitense (Chicago, n. 1952)
- Kevin Kiner, compositore statunitense (Escondido, n. 1958)
- Kevin MacLeod, compositore e produttore discografico statunitense (Green Bay, n. 1972)
- Kevin Puts, compositore statunitense (Saint Louis, n. 1972)

## Crickettisti(1)
- Kevin Pietersen, crickettista britannico (Pietermaritzburg, n. 1980)

## Culturisti(1)
- Kevin Levrone, culturista statunitense (Baltimora, n. 1964)

## Danzatori(1)
- Kevin Tancharoen, ballerino, coreografo e regista statunitense (Los Angeles, n. 1984)

## Designer(2)
- Kevin Cloud, designer e artista statunitense (n. 1965)
- Kevin McCloud, designer e conduttore televisivo britannico (Bedfordshire, n. 1959)

## Direttori artistici(1)
- Kevin O'Hare, direttore artistico e ex ballerino britannico (Kingston upon Hull, n. 1965)

## Dirigenti sportivi(2)
- Kevin De Weert, dirigente sportivo e ex ciclista su strada belga (Duffel, n. 1982)
- Kevin Lejeune, dirigente sportivo e ex calciatore francese (Cambrai, n. 1985)

## Disc jockey(2)
- DJ Hype, disc jockey e musicista inglese (Londra, n. 1970)
- Kevin Saunderson, disc jockey statunitense (Brooklyn, n. 1964)

## Doppiatori(2)
- Kevin Afghani, doppiatore statunitense (n. 1996)
- Kevin Miguel Connolly, doppiatore statunitense (Tucson, n. 1974)

## Drammaturghi(1)
- Kevin Elyot, drammaturgo e sceneggiatore inglese (Birmingham, n. 1951 - Londra, † 2014)

## Fumettisti(3)
- Kevin Eastman, fumettista e editore statunitense (Springvale, n. 1962)
- Kevin Maguire, fumettista statunitense (n. 1960)
- Kevin O'Neill, fumettista britannico (Eltham, n. 1953 - Londra, † 2022)

## Giocatori di baseball(5)
- Kevin Gausman, giocatore di baseball statunitense (Centennial, n. 1991)
- Kevin Kiermaier, giocatore di baseball statunitense (Fort Wayne, n. 1990)
- Kevin McGowan, giocatore di baseball statunitense (Nashua, n. 1991)
- Kevin Pillar, giocatore di baseball statunitense (Los Angeles, n. 1989)
- Kevin Plawecki, giocatore di baseball statunitense (Hinsdale, n. 1991)

## Giocatori di calcio a 5(1)
- Kevin Arrieta, giocatore di calcio a 5 argentino (Buenos Aires, n. 1997)

## Giocatori di curling(1)
- Kevin Martin, giocatore di curling canadese (Killam, n. 1966)

## Giocatori di poker(1)
- Kevin MacPhee, giocatore di poker statunitense (Coeur d'Alene, n. 1980)

## Giornalisti(4)
- Kevin Carter, giornalista e fotografo sudafricano (Johannesburg, n. 1960 - Johannesburg, † 1994)
- Kevin Maurer, giornalista e scrittore statunitense (n. 1973)
- Kevin Poulsen, giornalista e hacker statunitense (Pasadena, n. 1965)
- Kevin Sites, giornalista statunitense (Geneva)

## Hockeisti su ghiaccio(8)
- Kevin Bieksa, hockeista su ghiaccio canadese (Grimsby, n. 1981)
- Kevin Boyle, ex hockeista su ghiaccio statunitense (Manalapan, n. 1992)
- Kevin DeVergilio, ex hockeista su ghiaccio statunitense (Sterling Heights, n. 1986)
- Kevin LaVallée, ex hockeista su ghiaccio canadese (Sudbury, n. 1961)
- Kevin Lalande, ex hockeista su ghiaccio canadese (Kingston, n. 1987)
- Kevin Regan, ex hockeista su ghiaccio statunitense (South Boston, n. 1984)
- Kevin Romy, hockeista su ghiaccio svizzero (La Chaux-de-Fonds, n. 1985)
- Kevin Weekes, ex hockeista su ghiaccio canadese (Toronto, n. 1975)

## Imprenditori(3)
- Kevin Cosgrove, imprenditore e dirigente d'azienda statunitense (New York, n. 1955 - New York, † 2001)
- Kevin Plank, imprenditore e dirigente d'azienda statunitense (Kensington, n. 1972)
- Kevin Systrom, imprenditore e informatico statunitense (Holliston, n. 1983)

## Informatici(1)
- Kevin Mitnick, programmatore statunitense (Los Angeles, n. 1963 - Las Vegas, † 2023)

## Ingegneri(1)
- Kevin Ashton, ingegnere inglese (Birmingham, n. 1968)

## Lottatori(1)
- Kevin Mejía, lottatore honduregno (Tela, n. 1995)

## Lunghisti(1)
- Kevin Ojiaku, lunghista italiano (Ivrea, n. 1989)

## Mafiosi(1)
- Kevin Weeks, mafioso e collaboratore di giustizia statunitense (Boston, n. 1956)

## Medici(1)
- Kevin O'Connor, medico e militare statunitense

## Mezzofondisti(2)
- Kevin López, mezzofondista spagnolo (Lora del Río, n. 1990)
- Kevin Sullivan, mezzofondista canadese (Brantford, n. 1974)

## Militari(1)
- Kevin Randle, militare, giornalista e scrittore statunitense (Cheyenne, n. 1949)

## Modelle(1)
- Kevin Lilliana, modella indonesiana (Bandung, n. 1996)

## Monaci cristiani(1)
- Kevin di Glendalough, monaco cristiano irlandese (n. 498 - † 618)

## Montatori(1)
- Kevin Tent, montatore statunitense

## Musicisti(4)
- Cevin Key, musicista canadese (Vancouver, n. 1961)
- Nivek Ogre, musicista, cantante e attore teatrale canadese (Calgary, n. 1962)
- Kevin Oluwole Olusola, musicista statunitense (Owensboro, n. 1988)
- Kevin Shields, musicista irlandese (New York, n. 1963)

## Nuotatori(3)
- Kevin Berry, nuotatore australiano (Sydney, n. 1945 - Sydney, † 2006)
- Kevin Cordes, nuotatore statunitense (Naperville, n. 1993)
- Kevin O'Halloran, nuotatore australiano (Katanning, n. 1937 - Kojonup, † 1976)

## Ostacolisti(1)
- Kevin Young, ex ostacolista statunitense (Watts, n. 1966)

## Pallanuotisti(1)
- Kevin Robertson, ex pallanuotista statunitense (Biloxi, n. 1959)

## Pallavolisti(4)
- Kevin Hansen, ex pallavolista statunitense (Newport Beach, n. 1982)
- Kevin López, pallavolista portoricano (n. 1995)
- Kevin Owens, pallavolista statunitense (Indianapolis, n. 1991)
- Kevin Rodríguez, pallavolista e giocatore di beach volley portoricano (n. 1994)

## Pattinatori artistici su ghiaccio(2)
- Kevin van der Perren, ex pattinatore artistico su ghiaccio belga (Ninove, n. 1982)
- Kevin Reynolds, pattinatore artistico su ghiaccio canadese (North Vancouver, n. 1990)

## Pattinatori di velocità su ghiaccio(1)
- Kevin Overland, ex pattinatore di velocità su ghiaccio canadese (Kitchener, n. 1974)

## Pesisti(1)
- Kevin Toth, ex pesista statunitense (Cleveland, n. 1967)

## Pianisti(1)
- Kevin Kenner, pianista statunitense (Coronado, n. 1963)

## Piloti automobilistici(7)
- Kevin Ceccon, pilota automobilistico italiano (Clusone, n. 1993)
- Kevin Cogan, ex pilota automobilistico statunitense (Culver City, n. 1956)
- Kévin Estre, pilota automobilistico francese (Lione, n. 1988)
- Kevin Giovesi, pilota automobilistico italiano (Rho, n. 1993)
- Kevin Hansen, pilota automobilistico svedese (Götene, n. 1998)
- Kevin Harvick, pilota automobilistico statunitense (Bakersfield, n. 1975)
- Kevin Magnussen, pilota automobilistico danese (Roskilde, n. 1992)

## Piloti motociclistici(11)
- Kevin Benavides, pilota motociclistico argentino (Salta, n. 1989)
- Kevin Berthome, pilota motociclistico francese (Cavaillon, n. 1982)
- Kevin Calia, pilota motociclistico italiano (Castel San Pietro Terme, n. 1994)
- Kevin Coghlan, pilota motociclistico britannico (Perth, n. 1988)
- Kevin Curtain, pilota motociclistico australiano (Sydney, n. 1966)
- Kevin Magee, pilota motociclistico australiano (Horsham, n. 1962)
- Kevin Manfredi, pilota motociclistico italiano (Sarzana, n. 1995)
- Kevin Sabatucci, pilota motociclistico italiano (Ascoli Piceno, n. 1999)
- Kevin Schwantz, pilota motociclistico statunitense (Houston, n. 1964)
- Kevin Windham, pilota motociclistico statunitense (Baton Rouge, n. 1978)
- Kevin Zannoni, pilota motociclistico italiano (Cesena, n. 2000)

## Pistard(2)
- Kevin Nichols, ex pistard australiano (Grafton, n. 1955)
- Kevin Quintero, pistard colombiano (Palmira, n. 1998)

## Poeti(1)
- Kevin Hart, poeta, critico letterario e filosofo australiano (Australia, n. 1954)

## Politici(12)
- Kevin Brady, politico statunitense (Vermillion, n. 1955)
- Kevin Cramer, politico statunitense (Rolette, n. 1961)
- Kevin Hern, politico statunitense (Belton, n. 1961)
- Kevin Kiley, politico statunitense (Sacramento, n. 1985)
- Kevin Kühnert, politico tedesco (Berlino, n. 1989)
- Kevin De León, politico e ambientalista statunitense (San Diego, n. 1966)
- Kevin McAleenan, politico statunitense (Honolulu, n. 1971)
- Kevin McCarthy, politico statunitense (Bakersfield, n. 1965)
- Kevin Mullin, politico statunitense (Daly City, n. 1970)
- Kevin Rudd, politico australiano (Nambour, n. 1957)
- Kevin Sullivan, politico statunitense (West Hartford, n. 1949)
- Kevin Yoder, politico statunitense (Hutchinson, n. 1976)

## Produttori cinematografici(1)
- Kevin Feige, produttore cinematografico statunitense (Boston, n. 1973)

## Produttori discografici(3)
- Kevin Elson, produttore discografico statunitense
- Cubeatz, produttore discografico tedesco (Sindelfingen, n. 1991)
- Kevin Shirley, produttore discografico sudafricano (Johannesburg, n. 1960)

## Produttori televisivi(2)
- Kevin S. Bright, produttore televisivo e regista statunitense (Brighton, n. 1955)
- Kevin Williamson, produttore televisivo, sceneggiatore e produttore cinematografico statunitense (New Bern, n. 1965)

## Pugili(2)
- Kevin Finnegan, pugile britannico (Iver, n. 1948 - Hillingdon, † 2008)
- Kevin McBride, ex pugile irlandese (Clones, n. 1973)

## Rapper(5)
- Brotha Lynch Hung, rapper e produttore discografico statunitense (Sacramento, n. 1969)
- KB, rapper statunitense (St. Petersburg, n. 1988)
- Kevin Federline, rapper e ballerino statunitense (Fresno, n. 1978)
- Kevin Gates, rapper, cantante e imprenditore statunitense (New Orleans, n. 1986)
- K-os, rapper e cantante canadese (Toronto, n. 1972)

## Registi(15)
- Kevin Bray, regista e produttore televisivo statunitense
- Kevin Brownlow, regista britannico (Crowborough, n. 1938)
- Kevin Clash, regista e produttore cinematografico statunitense (Baltimora, n. 1960)
- Kevin Connor, regista britannico (Londra, n. 1937)
- Adam Curtis, regista inglese (Dartford, n. 1955)
- Kevin James Custer, regista statunitense (New York, n. 1978)
- Kevin Greutert, regista e montatore statunitense (Pasadena, n. 1965)
- Kevin Kerslake, regista statunitense
- Kevin Lima, regista statunitense (Pawtucket, n. 1962)
- Kevin Macdonald, regista britannico (Glasgow, n. 1967)
- Kevin Munroe, regista, sceneggiatore e produttore cinematografico canadese (Bathurst, n. 1972)
- Kevin Rafferty, regista e produttore cinematografico statunitense (Boston, n. 1947 - New York, † 2020)
- Kevin Reynolds, regista e sceneggiatore statunitense (Waco, n. 1952)
- Kevin Smith, regista, sceneggiatore e attore statunitense (Red Bank, n. 1970)
- Kevin S. Tenney, regista, produttore televisivo e sceneggiatore statunitense (Honolulu, n. 1955)

## Rivoluzionari(1)
- Kevin Martin Lynch, rivoluzionario irlandese (Dungiven, n. 1956 - Long Kesh, † 1981)

## Rugbisti a 15(7)
- Kevin Bowring, rugbista a 15, allenatore di rugby a 15 e dirigente sportivo gallese (Neath, n. 1954 - † 2024)
- Kevin Gourdon, rugbista a 15 francese (Valence, n. 1990)
- Kevin Maggs, rugbista a 15 e allenatore di rugby a 15 irlandese (Bristol, n. 1974)
- Kevin Schuler, ex rugbista a 15 e allenatore di rugby a 15 neozelandese (Te Aroha, n. 1967)
- Kevin Simms, ex rugbista a 15 e medico britannico (Prescot, n. 1964)
- Kevin Skinner, rugbista a 15 e pugile neozelandese (Dunedin, n. 1927 - Auckland, † 2014)
- Kevin Yates, rugbista a 15 inglese (Medicine Hat, n. 1972)

## Saggisti(1)
- Kevin Kelly, saggista, fotografo e ambientalista statunitense (Pennsylvania, n. 1952)

## Saltatori con gli sci(1)
- Kevin Bickner, saltatore con gli sci statunitense (n. 1996)

## Scacchisti(1)
- Kevin Spraggett, scacchista canadese (Montréal, n. 1954)

## Sceneggiatori(5)
- Kevin Jarre, sceneggiatore statunitense (Detroit, n. 1954 - Santa Monica, † 2011)
- Kevin McClory, sceneggiatore, produttore cinematografico e regista irlandese (Dublino, n. 1926 - Dublino, † 2006)
- Kevin Meyer, sceneggiatore e regista statunitense (Greeley)
- Kevin Wade, sceneggiatore e produttore televisivo statunitense (New York, n. 1954)
- Kevin Willmott, sceneggiatore e regista statunitense (Junction City, n. 1959)

## Sciatori alpini(2)
- Kevin Stell, ex sciatore alpino statunitense (n. 1977)
- Kevin Wert, ex sciatore alpino canadese (Rossland, n. 1975)

## Sciatori freestyle(2)
- Kevin Drury, sciatore freestyle canadese (Toronto, n. 1988)
- Kevin Rolland, sciatore freestyle francese (Bourg-Saint-Maurice, n. 1989)

## Scrittori(10)
- Kevin Annett, scrittore e antropologo canadese (Edmonton, n. 1956)
- Kevin Barry, scrittore irlandese (Limerick, n. 1969)
- Kevin Brockmeier, scrittore statunitense (Little Rock, n. 1972)
- Kevin Brooks, scrittore britannico (Exeter, n. 1959)
- Kevin Jared Hosein, scrittore trinidadiano (Chaguanas, n. 1986)
- Kevin MacNeil, scrittore e poeta scozzese (Lewis e Harris, n. 1972)
- Kevin Power, scrittore irlandese (Dublino, n. 1981)
- Kevin Powers, scrittore statunitense (Richmond, n. 1980)
- Kevin Tsai, scrittore e conduttore televisivo taiwanese (Taiwan, n. 1962)
- Kevin Wilson, scrittore statunitense (Sewanee, n. 1978)

## Scrittori di fantascienza(2)
- Kevin J. Anderson, autore di fantascienza statunitense (Racine, n. 1962)
- K. W. Jeter, autore di fantascienza statunitense (Los Angeles, n. 1950)

## Slittinisti(1)
- Kevin Fischnaller, slittinista italiano (Bressanone, n. 1993)

## Storici(1)
- Kevin Brown, storico e museologo britannico (n. 1961)

## Tastieristi(1)
- Kevin Moore, tastierista, cantante e compositore statunitense (Long Island, n. 1967)

## Tennisti(7)
- Kevin Anderson, tennista sudafricano (Johannesburg, n. 1986)
- Kevin Cook, ex tennista statunitense (n. 1957)
- Kevin Curren, ex tennista statunitense (Durban, n. 1958)
- Kevin Kim, ex tennista statunitense (Torrance, n. 1978)
- Kevin King, tennista statunitense (Peachtree City, n. 1991)
- Kevin Krawietz, tennista tedesco (Coburgo, n. 1992)
- Kevin Ullyett, ex tennista zimbabwese (Salisbury, n. 1972)

## Traduttori(1)
- Kevin Crossley-Holland, traduttore, scrittore e poeta britannico (Mursley, n. 1941)

## Triatleti(1)
- Kevin McDowell, triatleta statunitense (Geneva, n. 1992)

## Triplisti(1)
- Kevin Luron, triplista francese (n. 1991)

## Truccatori(1)
- Kevin Yagher, truccatore, regista e effettista statunitense (Decatur, n. 1962)

## Tuffatori(3)
- Kevin Berlín Reyes, tuffatore messicano (Veracruz, n. 2001)
- Kevin Chávez, tuffatore messicano (Città del Messico, n. 1991)
- Kevin Geyson, tuffatore e modello canadese (Winnipeg, n. 1984)

## Urbanisti(1)
- Kevin Andrew Lynch, urbanista e architetto statunitense (Chicago, n. 1918 - Martha's Vineyard, † 1984)

## Velisti(1)
- Kevin Burnham, velista statunitense (New York, n. 1956 - † 2020)

## Velocisti(4)
- Kevin Kranz, velocista tedesco (Francoforte sul Meno, n. 1998)
- Kevin Little, ex velocista statunitense (Des Moines, n. 1968)
- Kevin Moore, velocista australiano (Västerås, n. 1990)
- Kevin Robinzine, ex velocista statunitense (Fort Worth, n. 1966)

## Vescovi cattolici(3)
- Kevin Carl Rhoades, vescovo cattolico statunitense (Mahanoy City, n. 1957)
- Kevin James Sweeney, vescovo cattolico statunitense (New York, n. 1970)
- Kevin William Vann, vescovo cattolico statunitense (Springfield, n. 1951)

## Violinisti(1)
- Kevin Burke, violinista irlandese (Londra, n. 1950)

## Wrestler(8)
- Karrion Kross, wrestler statunitense (New York, n. 1985)
- Kevin Nash, ex wrestler e attore statunitense (Detroit, n. 1959)
- Kevin Owens, wrestler canadese (Saint-Jean-sur-Richelieu, n. 1984)
- Alex Riley, ex wrestler e attore statunitense (Fairfax Station, n. 1981)
- Kevin Sullivan, wrestler statunitense (Cambridge, n. 1949 - Concord, † 2024)
- Kevin Thorn, wrestler statunitense (Memphis, n. 1977)
- Kevin Von Erich, ex wrestler statunitense (Belleville, n. 1957)
- Kevin Wacholz, ex wrestler statunitense (Bloomington, n. 1958)

## Senza attività specificata(4)
- Kevin Tod Haug, effettista statunitense (Newport Beach, n. 1956)
- Kevin Hill, ex snowboarder canadese (Chilliwack, n. 1986)
- Kevin McKenzie, ex ballerino, direttore artistico e coreografo statunitense (Burlington, n. 1954)
- Kevin Strickland,  statunitense (n. 1959)